# ديريك هان
ديريك هان هو لاعب هوكي الجليد كندي، ولد في 27 ديسمبر 1977 في Elmira, Ontario ‏ في كندا.

## وصلات خارجية
- ديريك هان على موقع EliteProspects.com (الإنجليزية)
- ديريك هان على موقع Eurohockey.com (الإنجليزية)
- ديريك هان على موقع HockeyDB.com (الإنجليزية)